# Милош Гроздановић
Милош Гроздановић (Ниш, 1984) српски je писац.

## Биографија
Милош Гроздановић је рођен у Нишу 1984. године. Завршио је природно-математичку гимназију, дипломирао право, а затим магистрирао економију.
До сада је објавио романе ”Југо”, ”Узрок смрти не помињати, ни у црквеним књигама, ни у молитвама”, ”Мали роман о Константину Великом”, ”Херцег Полански – Усмени испит из Креативног писања”, ”Читање је штетно по здравље” и ”Мали роман о Конастантину Великом 2: Папино наслеђе”.
Рукопис романа Херцег Полански – Усмени испит из креативног писања овенчан је наградом ”Славиша Николин Живковић” за најбољи рукопис написан на српском језику за 2019. годину, на конкурсу који расписује Друштво књижевника и књижевних преводилаца Ниша.
Био је професор Креативног писања у Граб фондацији. Као плод његовог рада изашле су књиге прича ђака ”Граб приче 2”, под уредничком палицом Небојше Ромчевића и ”Граб приче 3”, са Неном Милојковић као уредницом.
За разлику од многих, предност даје домаћој у односу на светску књижевност. Преферира ону која је настала у Југославији седамдесетих и осамдесетих година ХХ века. Живи у Нишу и својим радом покушава да помогне поспешивању развоја иновативног екосистема. У слободно време, са оцем и братом, производи домаћу ракију. Сакупља разгледнице, професионално се бави рекреативном одбојком у Спортском удружењу нишких одбојкашких ветерана ВЕТЕРА-НИ-Ш, чији је и један од оснивача, обожава југословенску кинематографију и заљубљеник је у пуцкетави звук грамофонских плоча.
Добитник је Повеље за допринос борби против корупције 2015. године и Сертификата изузетности за подршку предузетништву младих 2019. године. Члан је Друштва књижевника и књижевних преводилаца Града Ниша.
У децембру 2023. године, на сцени Народног позоришта у Нишу, извдена је представа ”Полански протоколи”, по мотивима његовог романа ”Херцег Полански”, у продукцији Студентског културног центра Ниш.